# Daniël Stalpertstraat

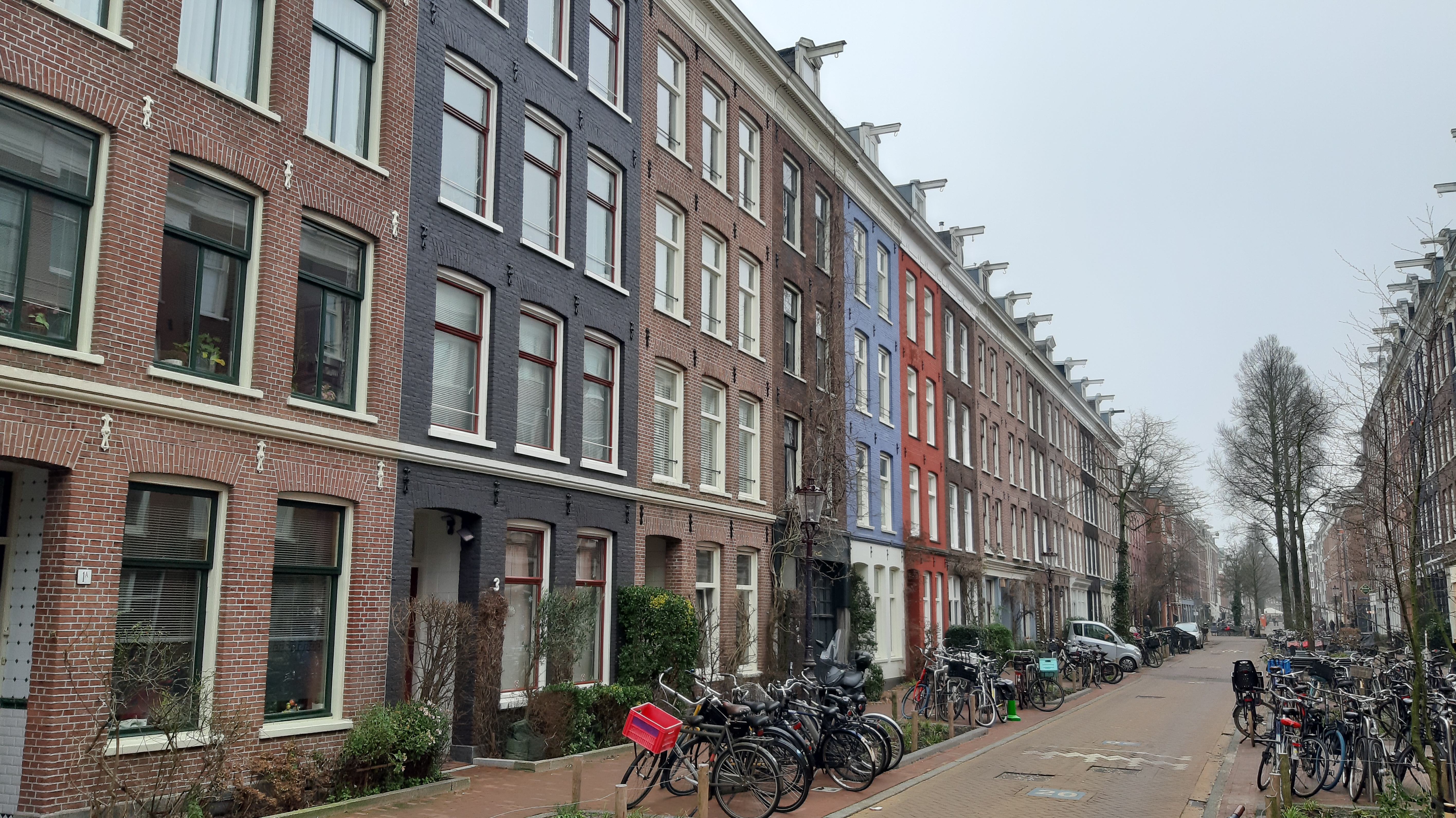
Uitlijning van gevels met hun hijsbalken aan het begin van de Daniël Stalpertstraat in Amsterdam.

De Daniël Stalpertstraat is een straat in het Amsterdamse stadsdeel Oud-Zuid in de wijk Oude Pijp.
De straat is vernoemd naar de 17e-eeuwse Amsterdamse architect en stadsbouwmeester Daniël Stalpaert (1615–1676).
De Daniël Stalpertstraat loopt van de Ruysdaelkade in het westen tot de Eerste van der Helststraat en het Gerard Douplein in het oosten. De straat ligt geheel tussen de Quellijnstraat in het noorden en de Saenredamstraat en de Gerard Doustraat in het zuiden. De Daniel Stalpertstraat wordt doorkruist door de Ferdinand Bolstraat en de Frans Halsstraat.
Aan de Daniël Stalpertstraat staan voornamelijk woonhuizen. Het is geen belangrijke verkeersverbinding voor auto's. In geen enkel deel van de Daniel Stalpertstraat is tweerichtingverkeer toegestaan. Ook het openbaar vervoer maakt geen gebruik van de Daniel Stalpertstraat.
Tussen de Daniël Stalpertstraat, de Ruysdaelkade en de Quellijnstraat bevinden zich de paardenstallen van de nabijgelegen Heineken Brouwerij.